# Lenka Mravíková
Lenka Mravíková (* 31. März 1987 in Bratislava) ist eine slowakische Fußballspielerin.

## Karriere

### Verein
Mravíková begann ihre Karriere bei ŠK Slovan Bratislava und wechselte am 23. August 2004 zum Stadtrivalen PVFA Bratislava. Nach zwei Jahren beim PVFA Bratislava, kehrte sie am 22. August 2006 zum ŠK Slovan Bratislava zurück. Am 9. Juli 2013 unterschrieb sie dann ihren ersten Vertrag im Ausland, mit dem österreichischen Bundesligisten SKV Altenmarkt.

### Nationalmannschaft
Mravíková ist aktuelle A-Nationalspielerin für die Slowakische Fußballnationalmannschaft der Frauen. Zuvor spielte sie in 12 Länderspielen für die U-19 der Slowakei.